# Tay Bridge-ulykken
Ved Tay Bridge-ulykken den 28. december 1879 brød jernbanebroen Tay Rail Bridge i Skotland sammen under et persontog. Henved 80 personer omkom ved jernbaneulykken.
| Jernbane | Spire Denne jernbaneartikel er en spire som bør udbygges. Du er velkommen til at hjælpe Wikipedia ved at udvide den. |

56°26′18″N 2°59′18″V / 56.43847°N 2.98833°V